# Don S. Davis
Don Sinclair Davis (Aurora, 4 de agosto de 1942 – Gibsons, 29 de junho de 2008) foi um ator, dublê, designer e artista plástico norte-americano.
Mais conhecido por seu papel de general George Hammond, na série de televisão Stargate SG-1 (1997–2007), Don trabalhou no teatro, tendo sido professor, dublê, coordenador de dublês, coreógrafo, designer e capitão do Exército.

## Biografia
Davis nasceu na cidade de Aurora, no Missouri, em 1942. Formou-se como bacharel em ciências do teatro e das artes pela Universidade Estadual do Missouri. Davis se alistou no Exército dos Estados Unidos e foi enviado para a Coreia quando a Guerra do Vietnã eclodiu. Chegou a líder patrulhas noturnas em conflitos, tendo trabalhado principalmente na parte administrativa.
Davis era capitão no Forte Leonard Wood na época em que deixou o Exército. A experiência acabou servindo de base para os personagens militares que interpretaria futuramente. Em 1970, ele obteve um mestrado em teatro pela Universidade do Sul de Illinois em Carbondale. Lecionou por vários anos até que retornou à universidade, em Carbondale, onde obteve um doutorado, também em teatro, em 1984.
Era professor na Universidade da Colúmbia Britânica quando começou a trabalhar na indústria do entretenimento, no final dos anos 1980. Em 1987, ele largou a carreira docente para se dedicar à carreira de ator.

## Carreira
Davis começou atuando na indústria canadense, mas por causa de seu sotaque ele não acabava escalado para atuar em comerciais. Um amigo sugeriu que ele contratasse um agente em Seattle, que foi onde ele conseguiu mais papéis, mais trabalho na TV e ganhou experiência.
Na série de TV MacGyver, Davis foi dublê para o ator Dana Elcar e por serem muito parecidos, os dois atores eram frequentemente confundidos. Davis esteve em dois episódios da série, interpretando dois personagens diferentes. Em 1989, estavam escalando atores para o episódio piloto da série Twin Peaks e seu agente conseguiu uma audição com o criador, David Lynch. David gostou do trabalho de Davis e começou a escrever um personagem para ele.
Na série The X-Files, Davis interpretou o pai da agente Dana Scully, capitão Scully, da Marinha. As audiências canadenses o conhecem por seu papel na série Heritage Minutes, como um mineiro norte-americano arrogante que ameaça o personagem de Sam Steele com uma arma. Ele também atuou em A League of Their Own e participou do piloto da série Psych.
Seu papel mais lembrado é o de General George Hammond, em Stargate SG-1, primeiro como personagem fixo nas sete primeiras temporadas e depois com presenças ocasionais em alguns episódios da temporada oito até a dez. Sua participação foi diminuindo na série conforme os problemas de saúde se agravavam. Ele também reprisou papel em um episódio de Stargate Atlantis.

## Morte
Davis morava na região de Gibbons, na Colúmbia Britânica, desde a época de Stargate. Davis morreu em 29 de junho de 2008, aos 65 anos, devido a um infarto. Seu corpo foi cremado e suas cinzas espalhadas no oceano Pacífico.
Os roteiristas de Stargate Atlantis lhe prestaram ao mencionarem a morte de seu personagem no último episódio da série que foi ao ar em 9 de janeiro de 2009. Ele foi homenageado novamente em outubro do mesmo ano quando a espaçonave Hammond apareceu no episódio piloto da série.